# Quai de Longdoz
Le quai de Longdoz est une artère de la ville belge de Liège, sur la rive droite de la Dérivation, qui va, d'amont en aval, du quai Orban au quai Bonaparte. 

## Odonymie et histoire
Le Longdoz est le nom du quartier où se situe la plus grande partie du quai. Longdoz vient du latin Longum Dorsum signifiant une longue prairie bordant un cours d'eau. Ce cours d'eau est l'ancien bras de Bêche et une partie de l'Ourthe dont les eaux furent englobées dans celles de la Dérivation en 1863 qui est l'année de la fin de la construction de ce quai.

## Situation
La route nationale 90 emprunte le quai. Comme les autres quais longeant la rive droite de la Dérivation depuis le pont des Vennes, la circulation automobile se fait en sens unique sur deux bandes d'amont vers l'aval, du quai Orban vers le quai Bonaparte. Le quai fait face au quai de l'Ourthe, situé sur la rive opposée et s'étire entre les ponts de Longdoz et d'Amercœur.

## Architecture
L'immeuble situé au no 19 a été construit dans le style Art déco alors que la résidence Longdoz, un immeuble d'angle à appartements, réalisée par l'architecte Urbain Roloux à la fin des années 1930 relève d'un style moderniste teinté d'éléments Art déco. Cette résidence se situe au no 56A.

## Voiries adjacentes
- Quai Bonaparte
- Pont d'Amercœur
- Rue d'Amercœur
- Rue Basse-Wez
- Rue Valdor
- Rue Douffet
- Rue Robertson
- Rue Villette
- Rue Alfred Magis
- Rue Grétry
- Pont de Longdoz
- Quai Orban